# Patty Stair
Patty Stair (12 décembre 1869 - 26 avril 1926) est une organiste et compositrice américaine.

## Biographie
Patty Stair nait le 12 décembre 1869 à Cleveland, Ohio. Elle est la nièce du ténor Edwin Stair. Elle étudie à l'école pour filles Hathaway Brown où elle a pour professeur de musique entre autres Franklin Bassett. Elle rentre au conservatoire de Cleveland en 1882.
Elle enseigne l'orgue au Conservatoire de musique de Cleveland de 1889 à 1921 environ et a été organiste pour plusieurs églises de la région de Cleveland,.
Elle est la première femme membre du chapitre de l'Ohio de l'American Guild of Organists dont elle a été également la doyenne. Elle a dirigé le chœur du Forthnightly Musical Club. Elle a également été présidente de la Women's Music Teachers association de Cleveland.
Stair ne s'est jamais mariée. Elle meurt à Cleveland le 12 décembre 1869 d'une pneumonie.

## Œuvres
Stair a composé pour orchestre, des chants et des hymnes sacrés et a composé trois opérettes.
- Intermezzo pour orchestre
- The Fair Brigade, opérette
- An Interrupted Serenade, opérette
- Sweet Simplicity, opérette
- Six songs (If I could take your tears, love, Madrigal, Love song, When daisies bloom, Daphne’s cheeks, Slumber song)
- All my Heart this Night rejoices, hymne de Noël
- Art thou weary, Duo sacré pour soprano et ténor, paroles de JM Neale
- Berceuse pour violon et PF, 1908
- Calm on the listening Ear of Night, Hymne de Noël, paroles de EH Sears
- Christ beneath Thy Cross, Hymne, 1915
- Christmas Cradle Song, Pour voix mixtes et Orgue, avec violon ad libitum, paroles de M. Luther
- Come, ye Faithful, Hymne pour Pâques par Patty Stair, 1908
- Evening Hymn, Softly now the Light of Day, Hymne pour voix mixtes, 1907
- A Folk-Tale, pour violon et PF, 1908
- Hark, what mean those holy Voices...  Hymne pour quatuor mixte, 1902
- I have longed for Thy Salvation, hymne, 1913
- It is a good Thing to give Thanks... hymne, 1913
- Little Dutch Lullaby, chœur pour voix de femmes, 1905[7]